# Здислав Подедворний
Здислав Подедворний (пол. Zdzisław Podedworny; нар. 13 квітня 1941, Копичинці, Тернопільське воєводство, Польща) — польський футболіст та тренер, виступав на позиції захисника. Закінчив навчальний курс в Академії фізичного виховання в Кракові.

## Кар'єра гравця
Футбольну кар'єру розпочав у клубі «Колеярж» (Катовіце). У 1962 році перейшов до «Краковії». Потім захищав кольори хожувського «Руху». Кар'єру футболіста закінчив 1969 року у футболці клубу «Гурник» (Семяновіце).

## Кар'єра тренера
Кар'єру футболіста розпочав по завершенні кар'єри гравця. У 1975 році призначений на посаду тренера до штабу «Гурника» (Забже). Наступного року призначений головним тренером «Конкордії» (Кнурув). З 1977 по 1980 року знову працював у «Гурнику» (Забже), а в 1980 році призначений головним тренером вище вказаного клубу. Згодом ще двічі очолював команду з Забже (1989 та 2006—2007). З 1984 по 1986 рік тренував польські клуби ГКС (Катовіце) та «Олімпія» (Познань). У 1986 році взяв паузу в роботі на клубному рівні. Натомість очолив олімпійську збірну Польщі (1986—1988), паралельно з цим допомогав тренувати національну збірну Польщі (до 1989 року). З 1990 по 1991 рік очолював польські клуби «Рух» (Хожув) та «Краковія». 
У 1992 році виїхав за кордон. Спочатку працював на клубному рівні в туніському «Есперансі» (1992—1993) та кувейтському «Ат-Тадамуні». У 1995 році поєднував роботу головного тренера олімпійської збірної ОАЕ та асистента головного тренера національної збірної ОАЕ, але вже наступного року сконцентрувався на роботі в олімпійській збірній ОАЕ. Потім очолював катарський «Ар-Райян» (1997—1998). У 1998 році повернувся до Польщі. Тренував столичну «Полонію» (1998), ольштинський «Стоміл» (2000) та живецьку «Кошараву» (2003). Кар'єру тренера завершив 2007 року на чолі «Гурника» (Забже).